# Charaxes serendiba
Charaxes serendiba är en fjärilsart som beskrevs av Moore 1880. Charaxes serendiba ingår i släktet Charaxes och familjen praktfjärilar. Inga underarter finns listade i Catalogue of Life.